# Začet
Za uporabu riječi iz Novog zavjeta i kršćanske teologije vidi monogenēs.
Začet ili Rođen (engl. Begotten) američki je eksperimentalni horor koji je 1990. napisao, producirao i režirao Edmund Elias Merhige.
Film se bavi pričom o postanku, tj. autorovom reimaginacijom priče. Drugi film neslužbene trilogije 14-minutni je film pod naslovom Zveket rajskih ptica (engl. Din of celestial birds) koji se bavi evolucijom. Potonji je film premijerno prikazan 2006. godine na Turner Classic Moviesu, a snimljen je u sličnu vizualnu tonu.

## Radnja
Film počinje scenom odjevena i obilno krvarećeg "Boga" koji si para utrobu, a navedeni čin naposljetku završava njegovom smrću. Žena, Majka Zemlja, izranja iz njegovih ostataka, uzbuđuje tijelo i oplođuje se njegovim sjemenom. Postavši trudnom, odlazi lutati nepreglednim i ogoljelim krajolikom. Trudnoća se očituje potpuno odraslim konvulzivnim čovjekom kojeg prepušta vlastitim snagama. "Sin Zemlje" susreće skupinu nomada bez lica koji ga sputaju nečim što nalikuje vrlo dugačkoj pupčanoj vrpci ili užetu. Sin Zemlje povraća organske komade, a nomadi ih uzbuđeno prihvaćaju kao darove. Nomadi konačno prinose čovjeka vatri i spaljuju ga. "Majka Zemlja" susreće uskrslog čovjeka i tješi ga. Sputava čovjeka sličnom pupčanom vrpcom. Nomadi se pojavljuju i počinju je silovati. Sin Zemlje ostavljen je da žaluje nad beživotnim tijelom. Pojavljuje se ekupina likova koji je odnose i raskomadaju, a potom se vraćaju po Sina Zemlje. Nakon što je i on raskomadan, skupina pokapa ostatke, sadeći dijelove u zemljinu koru. Mjesto pokopa postaje bogato izraslim cvijećem.

## Glumci
- Brian Salzberg – Bog koji se ubija[4]
- Donna Dempsey – Majka Zemlja
- Stephen Charles Barry – Sin Zemlje

## Produkcija
Begotten obilježava izostanak dijaloga, ali se zato u kazivanju priče rabe grube i beskompromisne slike čovječje boli i patnje. Glazbe gotovo da i nema, a umjesto nje film je popraćen zvukovima cvrčaka i povremeno ostalim zvučnim efektima poput groktanja i bacanja. Sniman je na crno-bijelom dijapozitivu, a potom je svaka filmska slika refotografirana radi stvaranja izgleda s jačim kontrastom. Izgled je u najavi opisan kao "Rorschachov test za oko". Merhige je izjavio da je za svaku minutu izvornog filma trebalo do 10 sati da se refotografira do željena izgleda.

## Teme
Iako filmu nije lako pristupiti jer mu nedostaju dijalozi i pronicljivi kulturni simboli, on ipak sadrži referencije na razne religijske i poganske mitove. Kršćanski su elementi prisutni pri oplodnji Majke Zemlje od boga, što podsjeća na oplodnju Marije od Duha Svetoga. Slična je priča dijelom prisutna u staroegipatskoj mitologiji u kojoj se Izida oplođuje penisom ubijenog boga Ozirisa i porađa Horusa.

## Kritički prijam
Filmski prijam bio je prilično pozitivan. Film u poretku odobravanja na Rotten Tomatoesu drži postotak od 67 %. Phil Hall u Wiredu je rekao: "Malo filmova ima snagu potresti publiku bijesom, imaginacijom i umjetničkim nasiljem Rođena." Susan Sontag nazvala ga je "jednim od 10 najvažnijih filmova modernih vremena."
Začet je trenutačno zabranjen u Singapuru.[nedostaje izvor]

## Vanjske poveznice
- Začet na Internet Movie Databaseu
- Začet na Rotten Tomatoesu
- Začet[neaktivna poveznica] na AllRoviju